# Newport (New Hampshire)
Newport település az Amerikai Egyesült Államok New Hampshire államában, Sullivan megyében, melynek megyeszékhelye is. Lakosainak száma 6299 fő (2020. április 1.).

## Népesség
A település népességének változása:

| 2010 | 6 507 |
| 2020 | 6 299 |